# 大谷 (海老名市)
大谷（おおや）は、神奈川県海老名市の地名。2008年に住居表示が実施され、大谷北（おおやきた）一丁目 - 四丁目と大谷南（おおやみなみ）一丁目 - 五丁目の2つの町丁および住居表示未実施の大字大谷に分かれた。本稿ではこれら3つについて記述する。

## 地理
市内中央部、座間丘陵の南部に位置し、中東部（大谷北・大谷南）は丘陵と谷が南北に走る。
住居表示未実施の西部は相模平野の平坦地で、水田が広がる。

### 面積
面積は以下の通りである。
| 大字・丁目   | 面積（km2） |
| ------------ | ----------- |
| 大谷         | 0.45        |
|              |             |
| 大谷北一丁目 | 0.12        |
| 大谷北二丁目 | 0.17        |
| 大谷北三丁目 | 0.16        |
| 大谷北四丁目 | 0.17        |
| 大谷北 計    | 0.62        |
|              |             |
| 大谷南一丁目 | 0.13        |
| 大谷南二丁目 | 0.26        |
| 大谷南三丁目 | 0.18        |
| 大谷南四丁目 | 0.22        |
| 大谷南五丁目 | 0.19        |
| 大谷南 計    | 0.98        |

### 地価
住宅地の地価は、2014年（平成26年）1月1日の公示地価によれば、大谷北2-19-8の地点で15万8000円/m2となっている。

## 歴史

### 地名の由来
入り江状の大きな谷があることから「大谷」と名付けられたと伝えられる。
戦国時代頃には「大屋」とも表記された。

### 沿革
- 江戸時代 - 高座郡大谷村成立。
  - 宝永年間に上大谷村と下大谷村に分かれる。この名称は享保年間には廃されたとされるが、実質的な統治単位としては大正時代まで存続していた。
- 1868年（慶応4年 - 明治元年） - 大谷村のうち旗本領（上大谷村）が神奈川府を経て神奈川県に所属。
- 1871年（明治4年） - 大谷村のうち烏山藩領（下大谷村）が烏山県・足柄県を経て神奈川県に所属。
- 1889年（明治22年）4月1日 - 町村制施行により高座郡海老名村大字大谷となる。
- 1940年（昭和15年）12月20日 - 海老名村が町制施行し、海老名町となる。
- 1962年（昭和37年）∼1975年（昭和45年） - 相模鉄道により大谷団地（現 えびな国分寺台団地）が分譲される。
- 1971年（昭和46年）11月1日 - 海老名町が市制施行し、海老名市となる。
- 1974年（昭和49年）7月1日 - 東部の一部が国分寺台一丁目〜五丁目として分立[8]。
- 1980年（昭和55年）6月1日 - 東部の一部が浜田町として分立[8]。
- 1992年（平成4年）2月24日 - 浜田町の分立以降飛地となっていた北部[注 2]が国分寺台一丁目に編入[8]。
- 2006年（平成18年）2月13日 - 南西部の一部[注 3]が中新田四丁目に編入[9]。
- 2008年（平成20年）2月25日 - 西部の一部を除き住居表示実施。横須賀水道道を境に北側に大谷北一丁目〜四丁目、南側に大谷南一丁目〜五丁目が成立[10]。
- 2024年（令和6年）9月30日 - 北部の一部（小字高田・溝添）が中央五丁目として分立[11]。

## 旧小字
- 高田
- 溝添
- 六ツ沼
- 島廻
- 流
- 清水前
- 護摩堂
- 三貫田
- 真鯨
- 坊原
- 市場
- 上浜田
- 下浜田
- 吉久保
- 向原
- 鍛冶返

## 大谷

### 世帯数と人口
2023年（令和5年）1月1日現在（海老名市発表）の世帯数と人口は以下の通りである。
| 大字 | 世帯数 | 人口 |
| ---- | ------ | ---- |
| 大谷 | 5世帯  | 23人 |

#### 人口の変遷
国勢調査による人口の推移。
| 年                 | 人口  |
| ------------------ | ----- |
| 1995年（平成7年）  | 7,579 |
| 2000年（平成12年） | 8,429 |
| 2005年（平成17年） | 8,819 |
| 2010年（平成22年） | 17    |
| 2015年（平成27年） | 15    |
| 2020年（令和2年）  | 23    |

#### 世帯数の変遷
国勢調査による世帯数の推移。
| 年                 | 世帯数 |
| ------------------ | ------ |
| 1995年（平成7年）  | 2,365  |
| 2000年（平成12年） | 2,772  |
| 2005年（平成17年） | 3,088  |

### 学区
市立小・中学校に通う場合、学区は以下の通りとなる（2022年12月時点）。
| 大字 | 番・番地等                                                                   | 小学校                 | 中学校                 |
| ---- | ---------------------------------------------------------------------------- | ---------------------- | ---------------------- |
| 大谷 | 1～4 30～35 59～64 234～364                                                  | 海老名市立大谷小学校   | 海老名市立大谷中学校   |
| 大谷 | 65～69                                                                       | 海老名市立海老名小学校 | 海老名市立海老名中学校 |
| 大谷 | 586-3号 586-7号 586-8号 587～817                                             | 海老名市立中新田小学校 | 海老名市立海西中学校   |
| 大谷 | 402～437 462～495 512～526 545～564 576～585 586-1号 586-2号 586-4号 586-5号 | 海老名市立杉久保小学校 | 海老名市立大谷中学校   |

### 事業所
2021年（令和3年）現在の経済センサス調査による事業所数と従業員数は以下の通りである。
| 大字 | 事業所数 | 従業員数 |
| ---- | -------- | -------- |
| 大谷 | 9事業所  | 503人    |

#### 事業者数の変遷
経済センサスによる事業所数の推移。
| 年                 | 事業者数 |
| ------------------ | -------- |
| 2016年（平成28年） | 7        |
| 2021年（令和3年）  | 9        |

#### 従業員数の変遷
経済センサスによる従業員数の推移。
| 年                 | 従業員数 |
| ------------------ | -------- |
| 2016年（平成28年） | 213      |
| 2021年（令和3年）  | 503      |

## 大谷北

### 世帯数と人口
2023年（令和5年）1月1日現在（海老名市発表）の世帯数と人口は以下の通りである。
| 丁目         | 世帯数    | 人口    |
| ------------ | --------- | ------- |
| 大谷北一丁目 | 485世帯   | 999人   |
| 大谷北二丁目 | 632世帯   | 1,500人 |
| 大谷北三丁目 | 771世帯   | 1,886人 |
| 大谷北四丁目 | 606世帯   | 1,526人 |
| 計           | 2,494世帯 | 5,911人 |

#### 人口の変遷
国勢調査による人口の推移。
| 年                 | 人口  |
| ------------------ | ----- |
| 2010年（平成22年） | 5,790 |
| 2015年（平成27年） | 5,825 |
| 2020年（令和2年）  | 5,933 |

#### 世帯数の変遷
国勢調査による世帯数の推移。
| 年                 | 世帯数 |
| ------------------ | ------ |
| 2010年（平成22年） | 2,141  |
| 2015年（平成27年） | 2,289  |
| 2020年（令和2年）  | 2,416  |

### 学区
市立小・中学校に通う場合、学区は以下の通りとなる（2022年12月時点）。
| 丁目         | 番・番地等 | 小学校                 | 中学校               |
| ------------ | ---------- | ---------------------- | -------------------- |
| 大谷北一丁目 | 全域       | 海老名市立大谷小学校   | 海老名市立大谷中学校 |
| 大谷北二丁目 | 全域       | 海老名市立大谷小学校   | 海老名市立大谷中学校 |
| 大谷北三丁目 | 全域       | 海老名市立大谷小学校   | 海老名市立大谷中学校 |
| 大谷北四丁目 | 1～16番    | 海老名市立大谷小学校   | 海老名市立大谷中学校 |
| 大谷北四丁目 | 17番～21番 | 海老名市立杉久保小学校 | 海老名市立大谷中学校 |

### 事業所
2021年（令和3年）現在の経済センサス調査による事業所数と従業員数は以下の通りである。
| 丁目         | 事業所数  | 従業員数 |
| ------------ | --------- | -------- |
| 大谷北一丁目 | 28事業所  | 954人    |
| 大谷北二丁目 | 29事業所  | 103人    |
| 大谷北三丁目 | 20事業所  | 110人    |
| 大谷北四丁目 | 33事業所  | 360人    |
| 計           | 110事業所 | 1,527人  |

#### 事業者数の変遷
経済センサスによる事業所数の推移。
| 年                 | 事業者数 |
| ------------------ | -------- |
| 2016年（平成28年） | 95       |
| 2021年（令和3年）  | 110      |

#### 従業員数の変遷
経済センサスによる従業員数の推移。
| 年                 | 従業員数 |
| ------------------ | -------- |
| 2016年（平成28年） | 1,706    |
| 2021年（令和3年）  | 1,527    |

## 大谷南

### 世帯数と人口
2023年（令和5年）1月1日現在（海老名市発表）の世帯数と人口は以下の通りである。
| 丁目         | 世帯数    | 人口    |
| ------------ | --------- | ------- |
| 大谷南一丁目 | 15世帯    | 41人    |
| 大谷南二丁目 | 273世帯   | 698人   |
| 大谷南三丁目 | 563世帯   | 1,425人 |
| 大谷南四丁目 | 508世帯   | 1,207人 |
| 大谷南五丁目 | 26世帯    | 62人    |
| 計           | 1,385世帯 | 3,433人 |

#### 人口の変遷
国勢調査による人口の推移。
| 年                 | 人口  |
| ------------------ | ----- |
| 2010年（平成22年） | 3,196 |
| 2015年（平成27年） | 3,369 |
| 2020年（令和2年）  | 3,458 |

#### 世帯数の変遷
国勢調査による世帯数の推移。
| 年                 | 世帯数 |
| ------------------ | ------ |
| 2010年（平成22年） | 1,159  |
| 2015年（平成27年） | 1,258  |
| 2020年（令和2年）  | 1,336  |

### 学区
市立小・中学校に通う場合、学区は以下の通りとなる（2022年12月時点）。
| 丁目         | 番・番地等 | 小学校                 | 中学校               |
| ------------ | ---------- | ---------------------- | -------------------- |
| 大谷南一丁目 | 1～4番     | 海老名市立大谷小学校   | 海老名市立大谷中学校 |
| 大谷南一丁目 | 5～11番    | 海老名市立杉久保小学校 | 海老名市立大谷中学校 |
| 大谷南二丁目 | 15～24番   | 海老名市立杉久保小学校 | 海老名市立大谷中学校 |
| 大谷南二丁目 | 1～14番    | 海老名市立大谷小学校   | 海老名市立大谷中学校 |
| 大谷南三丁目 | 1～3番     | 海老名市立大谷小学校   | 海老名市立大谷中学校 |
| 大谷南三丁目 | 4～29番    | 海老名市立杉久保小学校 | 海老名市立大谷中学校 |
| 大谷南四丁目 | 全域       | 海老名市立杉久保小学校 | 海老名市立大谷中学校 |
| 大谷南五丁目 | 全域       | 海老名市立杉久保小学校 | 海老名市立大谷中学校 |

### 事業所
2021年（令和3年）現在の経済センサス調査による事業所数と従業員数は以下の通りである。
| 丁目         | 事業所数  | 従業員数 |
| ------------ | --------- | -------- |
| 大谷南一丁目 | 7事業所   | 78人     |
| 大谷南二丁目 | 19事業所  | 113人    |
| 大谷南三丁目 | 26事業所  | 229人    |
| 大谷南四丁目 | 19事業所  | 78人     |
| 大谷南五丁目 | 35事業所  | 768人    |
| 計           | 106事業所 | 1,266人  |

#### 事業者数の変遷
経済センサスによる事業所数の推移。
| 年                 | 事業者数 |
| ------------------ | -------- |
| 2016年（平成28年） | 96       |
| 2021年（令和3年）  | 106      |

#### 従業員数の変遷
経済センサスによる従業員数の推移。
| 年                 | 従業員数 |
| ------------------ | -------- |
| 2016年（平成28年） | 1,072    |
| 2021年（令和3年）  | 1,266    |

## 交通
地域内を通る鉄道路線および国道はない。

### 道路
高速道路
- 東名高速道路 - 大谷北の南東端から大谷南の南部を通過。海老名サービスエリアが所在。

一般県道
- 神奈川県道407号杉久保座間線 - 大谷北・大谷南地内を南北に通過。

### バス
中央部（座間丘陵の麓、一部は県道407号）および東端の一部を相鉄バス、東部を海老名市コミュニティバスの路線が南北に走り、小田急小田原線・相鉄本線・JR相模線海老名駅と市南部を連絡している。

## 施設
大谷（住居表示未実施）
- 海老名市消防本部
- JAさがみ海老名グリーンセンター

大谷北一丁目
- みずほ団地
- 島忠海老名店
- コジマ×ビックカメラ海老名店
- アツギ本社

大谷北二丁目
- 福寿院
- 大谷神明社

大谷北三丁目
- 大谷天神社
- 大谷公民館

大谷北四丁目
- ユーコープ大谷店
- 海老名大谷郵便局

大谷南一丁目
- 海老名ドライバーズスクール

大谷南二丁目
- 海老名市立大谷中学校
- 大谷八幡宮
- 大谷観音堂

大谷南三丁目
- 妙元寺
- 日本ボーイスカウト神奈川連盟海老名第二団

大谷南四丁目
- 海老名市大谷コミュニティセンター
- 大谷近隣公園

大谷南五丁目
- 東名高速道路 海老名サービスエリア
- 海老名市リサイクルプラザ
- 海老名市資源化センター

海老名市立大谷小学校は国分寺台に位置する。

## ギャラリー

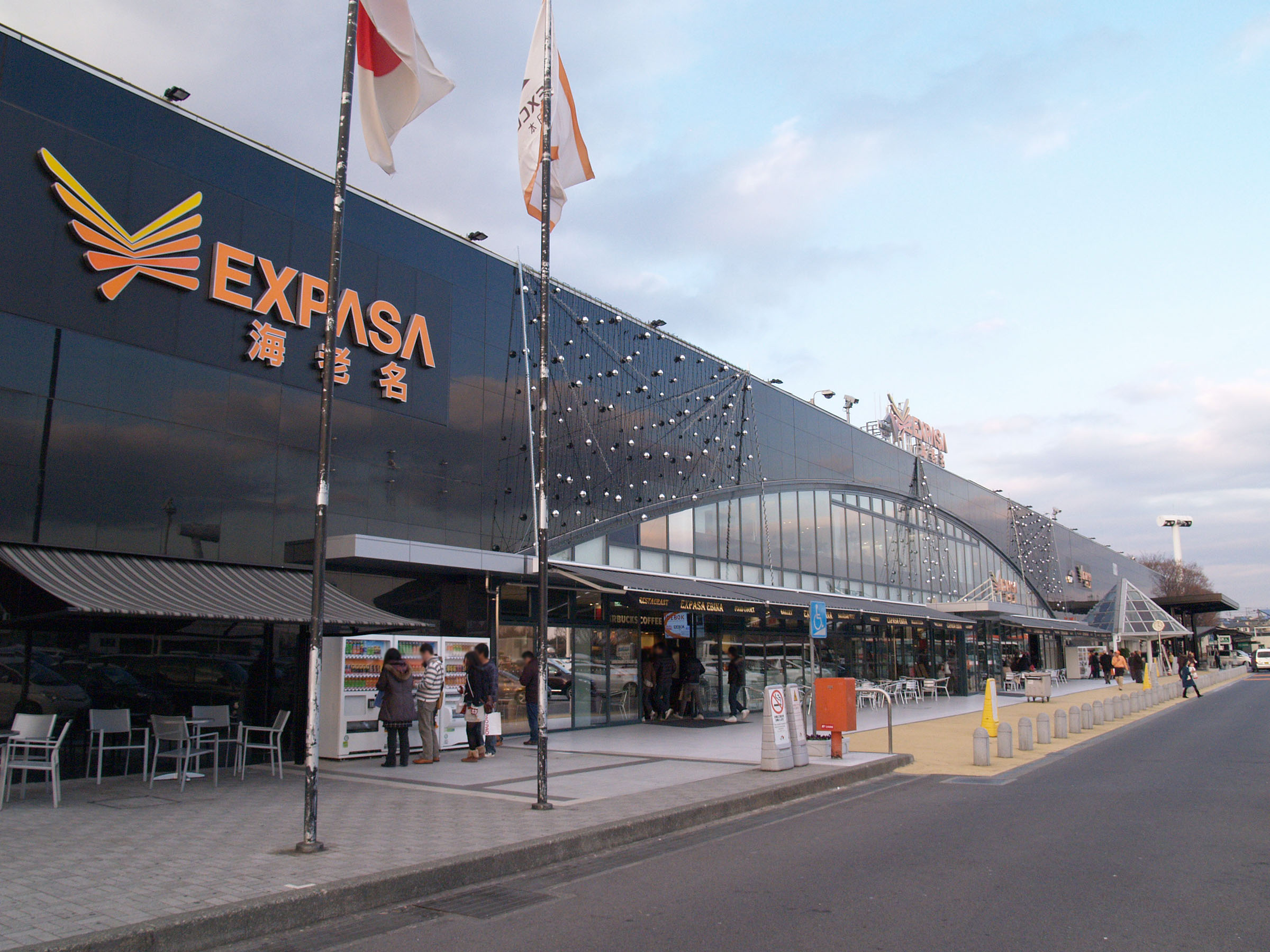
海老名サービスエリア（上り線）
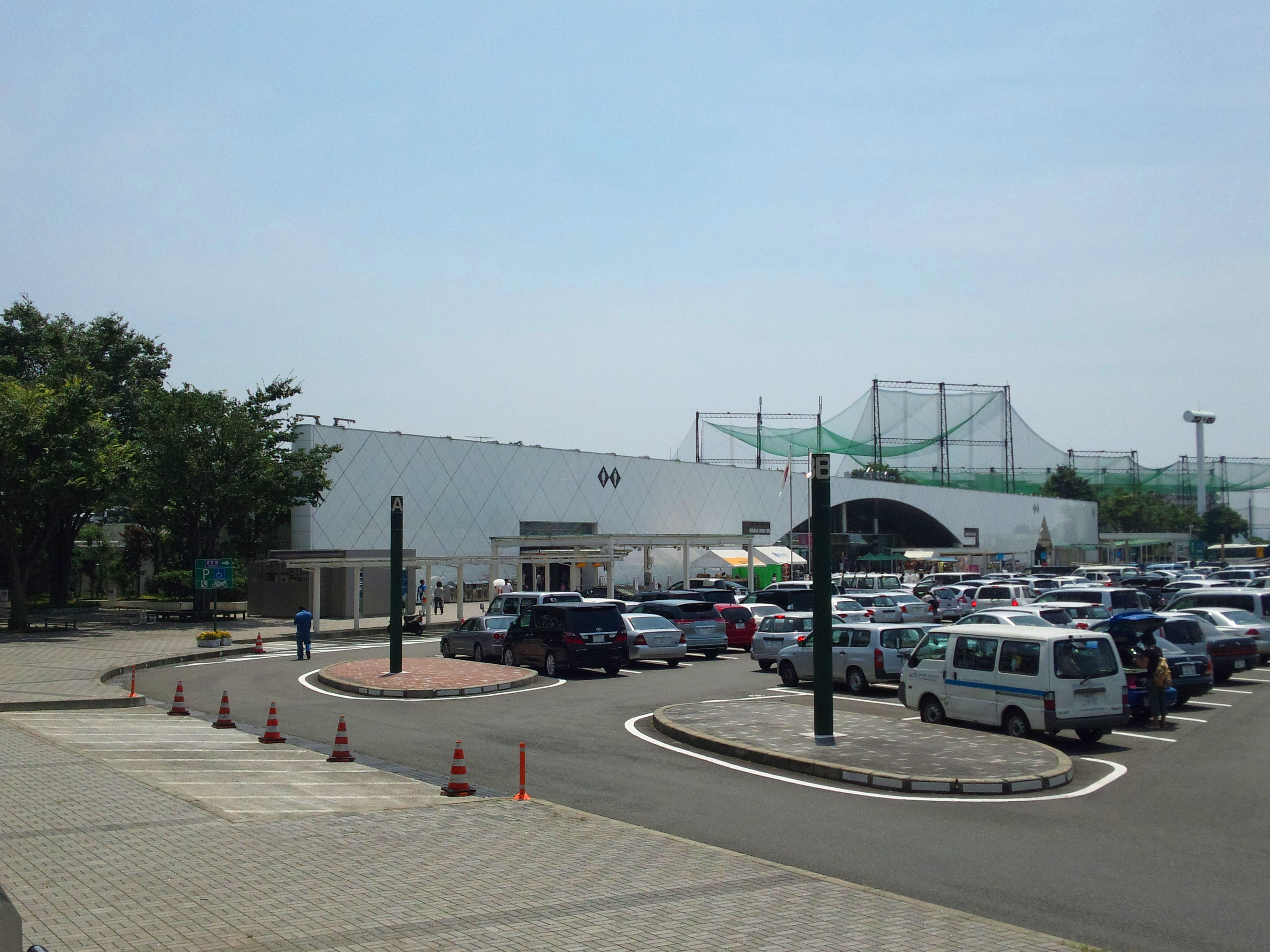
海老名サービスエリア（下り線）

## その他

### 日本郵便
| 大字・町丁 | 郵便番号 | 集配局     |
| ---------- | -------- | ---------- |
| 大谷       | 243-0411 | 綾瀬郵便局 |
| 大谷北     | 243-0419 | 綾瀬郵便局 |
| 大谷南     | 243-0418 | 綾瀬郵便局 |